# Javi Poves
Javier Poves Gómez, detto Javi (Madrid, 28 settembre 1986), è un ex calciatore spagnolo.

## Carriera
Cresciuto nelle giovanili della squadra del suo paese l'Atlético Madrid, viene ingaggiato, non ancora ventenne dal Rayo Vallecano dove, dopo una breve parentesi nella squadra riserve passa in prestito al Las Rozas de Madrid prima, e al Navalcarnero dopo.
Nell'estate del 2008 lo Sporting Gijón ne acquista il cartellino dal Rayo.
Reduce da 63 presenze con la squadra riserve il 21 maggio 2011 fa il suo esordio in prima squadra contro l'Hércules.
Il 19 luglio rescinde il suo contratto con lo Sporting Gijón.

## Il ritiro
A poco meno di un mese dalla rescissione contrattuale con il suo vecchio club, lo Sporting Gijón, annuncia a 24 anni il ritiro, lanciando una dura critica al mondo del calcio professionistico, definendolo "solo denaro e corruzione".
Già in passato il giocatore aveva manifestato il suo dissenso verso il mondo del calcio, rifiutando l'automobile donatagli dalla società e chiedendo di non ricevere più lo stipendio tramite transazioni bancarie, in quanto contrario alla speculazione sul denaro.